# Вилласор
Вилласо́р (итал. Villasor) — коммуна в Италии, располагается в регионе Сардиния, подчиняется административному центру Кальяри.
Население составляет 7022 человека (на 2004 г.), плотность населения составляет 81,57 чел./км². Занимает площадь 86,61 км². Почтовый индекс — 9034. Телефонный код — 070.
Покровителем населённого пункта считается священномученик Власий Севастийский (San Biagio). Праздник ежегодно празднуется 3 февраля.